# Angola en los Juegos Olímpicos de Moscú 1980
Angola estuvo representada en los Juegos Olímpicos de Moscú 1980 por un total de 11 deportistas, 10 hombres y una mujer, que compitieron en 3 deportes.
El equipo olímpico angoleño no obtuvo ninguna medalla en estos Juegos.